# 根本尚
根本 尚（ねもと しょう）は、日本の漫画家。北海道出身・在住。
主に日常のよくあるネタを題材にすることが多い。
墨汁を用いた独特の太めな線画が特徴。おばちゃんやオッサン、悪者、ウザい若者（男女問わず）の描写とヒロイン系の美少女キャラとの絵のギャップが大きく、独特な世界観を生み出す一因となっている。「現代怪奇絵巻」に登場したキャラクター「田舎メイドレベッカ」はインターネット上でも話題を集めた。
ミステリー、文学、貸本漫画、学習漫画への造詣が非常に深く、これらの古本収集を趣味としている。「恐怖博士の研究室」や「現代怪奇絵巻」は学研の学習漫画本をイメージした作りになっている。
コンサドーレ札幌の熱狂的サポーター。
現在もオリジナルのミステリー漫画を同人誌として発行していて、「怪奇探偵・写楽炎」「日記漫画　札幌の六畳一間」といった作品は出版社から電子書籍化されている。

## 作品リスト

### 連載
- 恐怖博士の研究室（『ミステリーボニータ』2001年8月号 - 2020年7月号）
- 衆議院議員日本一（『ミステリーボニータ』2005年12月号 - 2020年7月号）
- 現代怪奇絵巻（『週刊少年チャンピオン』2006年9号 - 2009年4・5合併号）
- 根本尚の2ページ劇場（『月刊プリンセス』2016年8月特大号 - 2025年7月号[1]）
- 競売物語（『楽待』2024年10月15日更新 - 連載中）

### 書籍
- 恐怖博士の研究室 あやしい1コマ漫画屋がやってきた! 2011年10月7日発売 ISBN 978-4253107327